# Tadorne de paradis
Tadorna variegata
Espèce
Statut de conservation UICN

 LC  : Préoccupation mineure
Le Tadorne de paradis (Tadorna variegata) ou Tadorne de Nouvelle-Zélande, appartient à la famille des anatidés. Le dimorphisme sexuel est spectaculaire chez cette espèce, le cou et la tête étant entièrement noirs chez le mâle et blancs chez la femelle. Il vit en couple et fréquente les milieux ouverts tels que les prairies et les champs. Contrairement à de nombreuses espèces endémiques de Nouvelle-Zélande, le tadorne de paradis a bénéficié de l'arrivée des Européens sur l'île puisque la déforestation et la création de lacs artificiels ont augmenté l'étendue de territoire favorable à l'espèce.

## Galerie

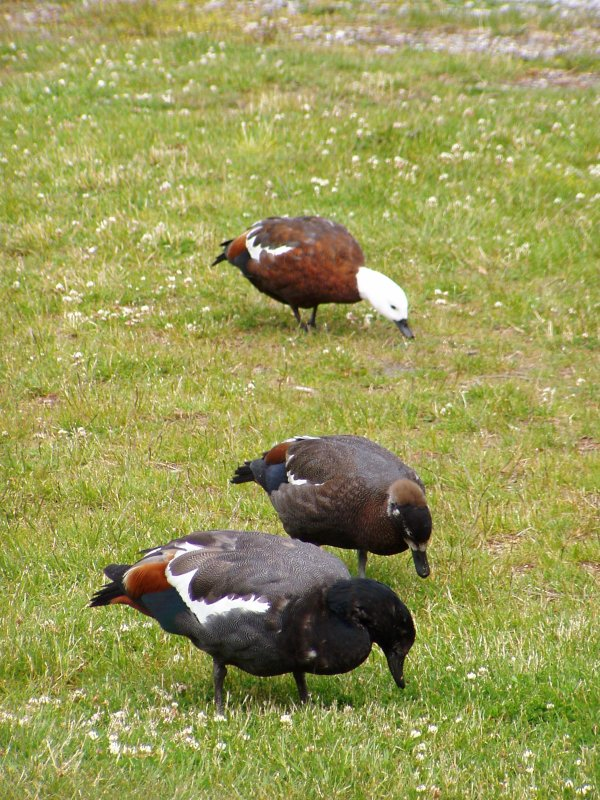
Mâle et femelle
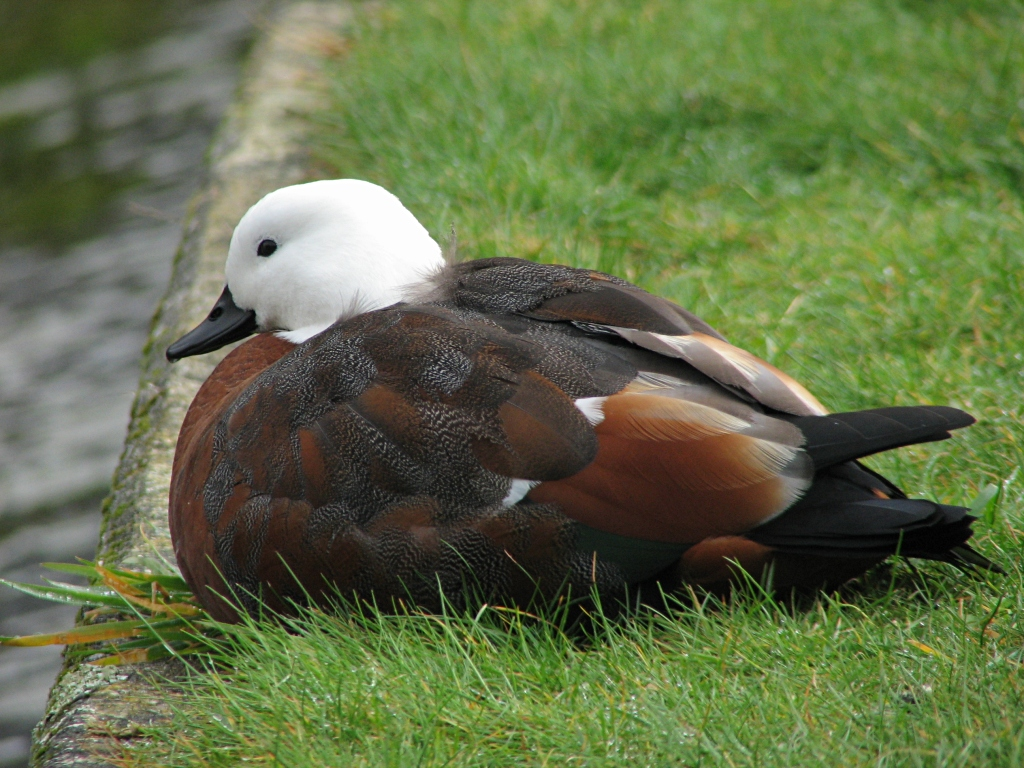
Femelle
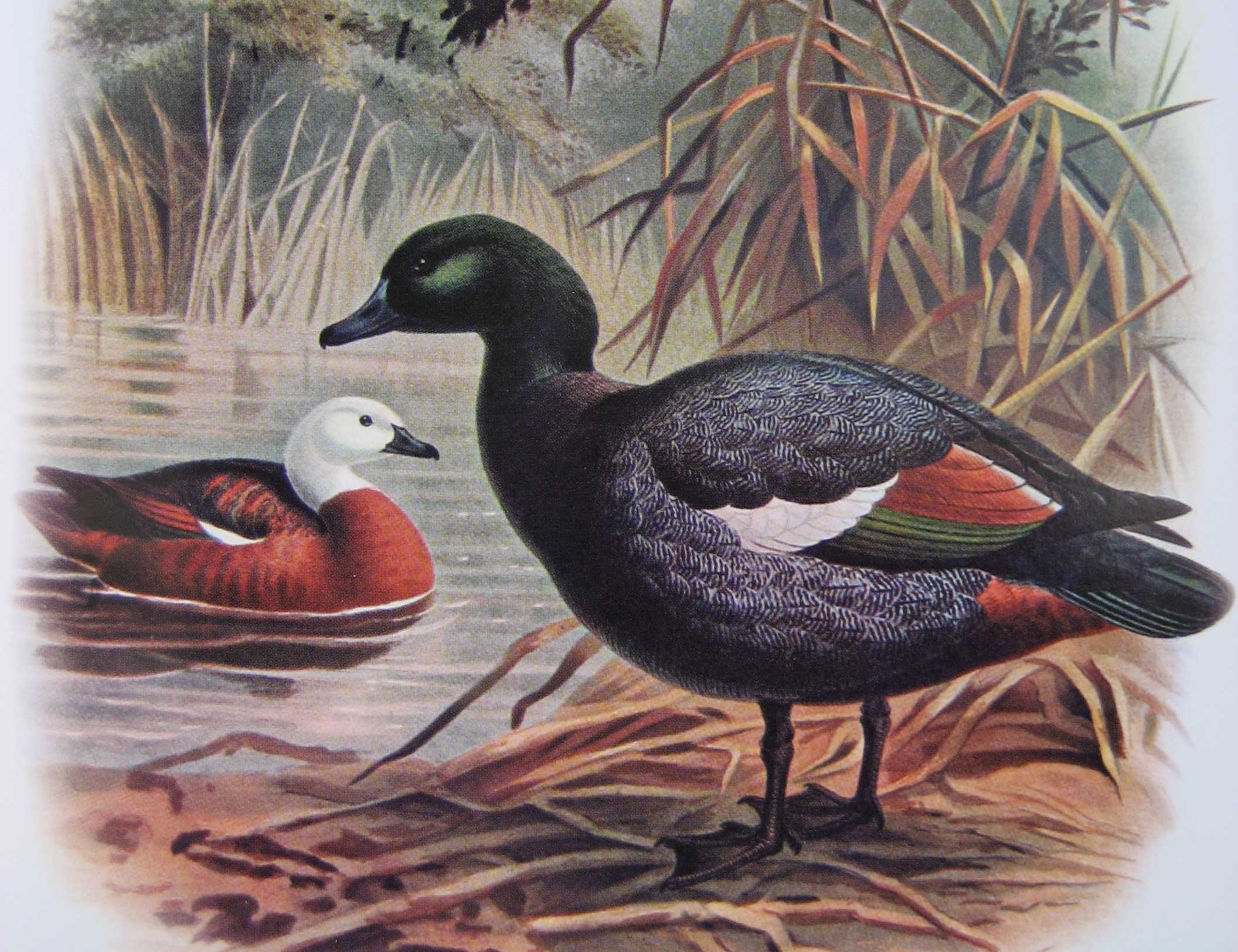
Planche zoologique
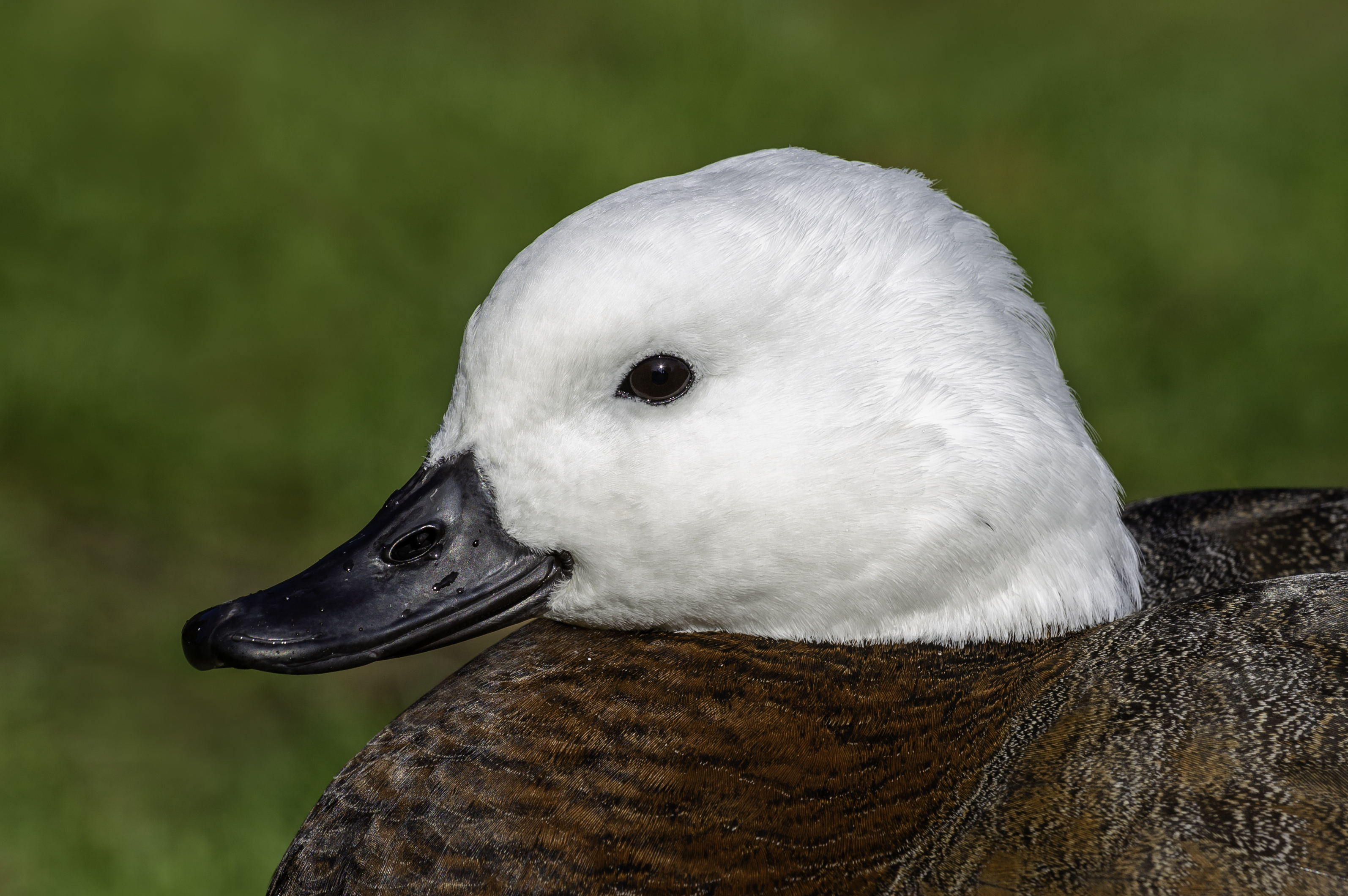
Portrait d'une femelle dans le jardin botanique de Christchurch en Nouvelle-Zélande. Mai 2019.
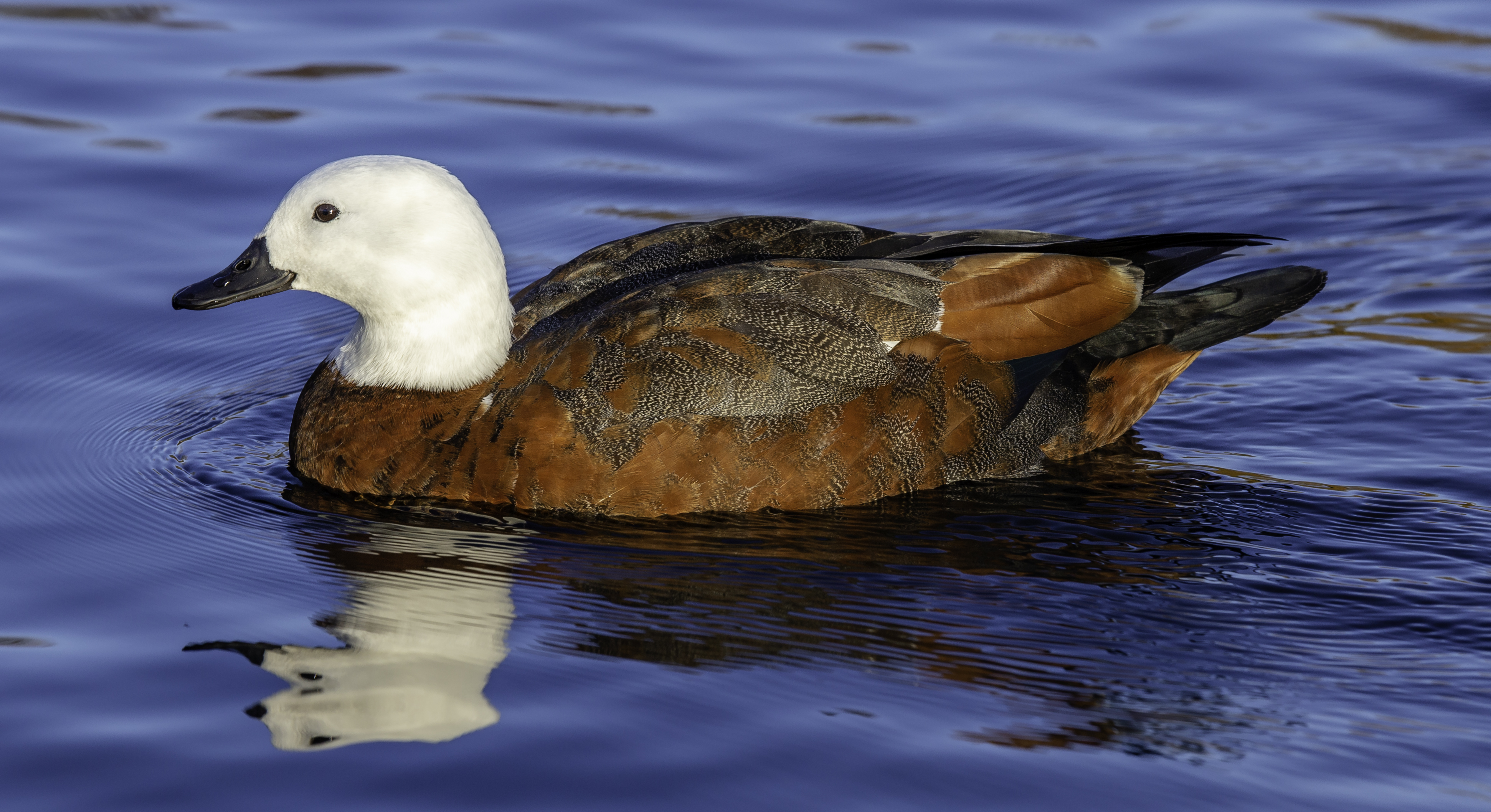
Une femelle de Tadorne de paradis.